# ناثان باركسديل
ناثان باركسديل (بالإنجليزية: Nathan Barksdale)‏ هو مهرب مخدرات أمريكي، ولد في 1961، وتوفي في 13 فبراير 2016.